# Clyde Dickey
Clyde L. Dickey (Fort Wayne, 14 dicembre 1951 – Fort Wayne, 30 gennaio 2003) è stato un cestista statunitense, professionista nella ABA.

## Carriera
Venne selezionato dai Phoenix Suns al settimo giro del Draft NBA 1974 (112ª scelta assoluta).